# Claremont Theatre, N.Y.
Claremont Theatre, N.Y. è un cortometraggio muto del 1915. Non si conosce il nome del regista del film, un documentario prodotto dalla Edison che venne girato a Manhattan.

## Trama
Il teatro Claremont Theatre, a Manhattan, con la sua entrata da cui esce una folla elegante ed eterogenea.

## Produzione
Il film fu prodotto dalla Edison Company.

## Distribuzione
Distribuito dalla General Film Company, il film - un cortometraggio di quattro minuti - uscì nelle sale cinematografiche USA nel 1915.